# 比良站 (石川縣)
比良站（日语：／ Bira eki */?）是位於石川縣鳳珠郡穴水町比良，能登鐵道的能登線車站（廢站）。
東海交通事業城北線、西日本旅客鐵道（JR西日本）湖西線和江若鐵道（已廢線）也有比良站，但是此站的日文讀法為「ひら」。
車站附近設有向洋中學，在上下學時段，車站比較熱鬧。

## 歷史

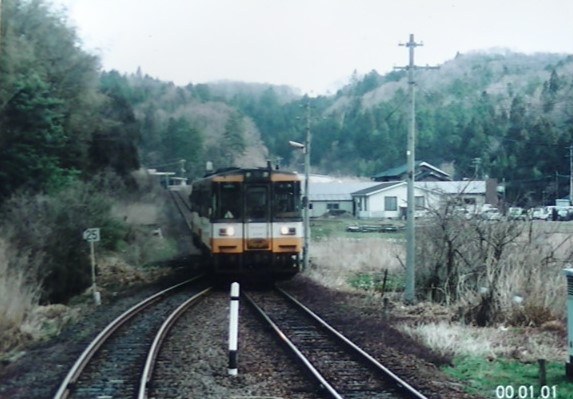
此站望向宇出津方向
（2005年3月）

- 1959年（昭和34年）6月15日 - 日本國有鐵道（國鐵）能登線穴水至鵜川之間開通[1][2][3]，車站啟用。
- 1987年（昭和62年）4月1日 - 伴隨國鐵分割民營化，車站由西日本旅客鐵道（JR西日本）營運。
- 1988年（昭和63年）3月25日 - 能登線由能登鐵道繼承[1][2][3]。
- 1994年（平成6年）12月21日 - 設置交會設備[4]。
- 2005年（平成17年）4月1日 - 能登線廢除，此站也被廢除[1][2]。

## 車站構造
截至車站廢除前，車站是一座地面車站，設有2面2線的相對式月台。曾經此站只有1面1線的單式月台，當能登鐵道接管能登線後增設月台，使可進行列車交會。此站沒有車站大樓。此站是無人車站。

## 車站周邊
- 穴水町立向洋中學（在2007年，與穴水町立穴水中學（日语：穴水町立穴水中学校）合併）
- 國道249號

## 相鄰車站
能登鐵道
能登線
中居－比良－鹿波

## 注腳
1. 1 2 3   (PDF). 能登町広報情報推進課. 2017-04-01  [2021-02-23] （日语）.[]
2. 1 2 3  寺田裕一. . Neko出版. 2010-12-29: 9. ISBN 978-47770-1091-2 （日语）.
3. 1 2  . 中日新聞Web. 2020-12-05  [2021-02-23]. （原始内容存档于2022-02-17） （日语）.
4. ↑  寺田裕一《ローカル私鉄列車ダイヤ25年 西日本編》，JTB，2004年，44頁。ISBN 4-533-05585-0